# 布列斯特千年纪念碑
布列斯特千年纪念碑，建于2009年，以纪念布列斯特建城一千周年。纪念碑位于布列斯特的苏维埃街和果戈里街的交汇处。由白俄罗斯建筑师阿列克谢·安德烈尤克和雕塑家阿列克谢·帕夫卢丘克设计，白俄罗斯。该项目由国家预算和公众捐款资助。
纪念碑包括一组青铜雕像。总高15.1米，天使高3.8米，6尊雕像高3米。底座直径为 8.6米。花岗岩石柱的顶端，站立着手持十字架的慈悲天使。三尊雕像代表与布列斯特相关的杰出历史人物：
- 弗拉基米尔·瓦西尔科维奇：13世纪在该镇的城堡中竖起一座塔楼
- 立陶宛大公国大公维陶塔斯、
- 米科瓦伊“黑人”拉齐维乌：印刷了第一本白俄罗斯书籍

另外三尊雕像代表抽象形象：战士、母亲、编年史家（《往年纪事》的作者）。
2011年4月，纪念碑周围出现了一圈浮雕，描绘布雷斯特的历史。